# Stora Digerbergstjärnen
Stora Digerbergstjärnen är en sjö i Malung-Sälens kommun i Dalarna och ingår i Göta älvs huvudavrinningsområde. Sjön har en area på 0,196 kvadratkilometer och ligger 571 meter över havet.

## Delavrinningsområde
Stora Digerbergstjärnen ingår i det delavrinningsområde (677568-133267) som SMHI kallar för Gräns mot Norge. Medelhöjden är 467 meter över havet och ytan är 55,78 kvadratkilometer. Räknas de 3 avrinningsområdena uppströms in blir den ackumulerade arean 121,26 kvadratkilometer. Lutua (Lötån) som avvattnar avrinningsområdet har biflödesordning 2, vilket innebär att vattnet flödar genom totalt 2 vattendrag innan det når havet efter 508 kilometer. Avrinningsområdet består mestadels av skog (63 procent) och sankmarker (28 procent). Avrinningsområdet har 0,66 kvadratkilometer vattenytor vilket ger det en sjöprocent på 1,2 procent.